# Fazioli
Fazioli Pianoforti es una empresa italiana fabricante de pianos fundada en 1981 por Paolo Fazioli. La fábrica se encuentra en Sacile, en la provincia italiana de Pordenone (60 km al noreste de Venecia), en una zona que goza de una antigua y prestigiosa tradición en el arte de la elaboración de la madera.
Sus pianos constituyen en la actualidad los más exclusivos y caros del mundo, lo que se debe a sus avanzados diseños y a la exclusiva tecnología aplicada en sus fabricaciones.

## Historia
Fazioli es la visión de un hombre que hizo realidad su sueño de crear el instrumento que quería. Es por todos conocidos como ya otro italiano, Stradivarius, creó el instrumento de cuerda perfecto y como el piano nació en este mismo país de la mano de Cristofori, pero nunca hasta ahora se había recobrado el auge del piano en el país que le vio nacer. Se usó la madera que usaba Stradivarius, “abete rosso”, para hacer sus violines, y creó así la tabla armónica de sus pianos, recreando de nuevo una antigua calidad de sonido que había desaparecido con el paso del tiempo. 
Solamente se hacen pianos de cola y de concierto, junto con pianos en marquetería y de diseño totalmente a mano. Tiene una producción muy limitada, en torno a las 100 unidades anuales. La marca también ostenta ser el constructor de pianos que fabrica el gran cola de concierto más grande del mundo, el F308, con sus 308 cm de longitud.
Además, la hacienda tiene a disposición de sus clientes una gran variedad de acabados y modelos ART CASE, personalizables hasta el más pequeño detalle, haciendo de cada piano una obra de arte única en el mundo.
En palabras del propio Paolo Fazioli:
"En los pianos tenemos diferentes tipos de sonoridad. Los instrumentos germánicos acostumbran a tener un sonido fuerte, grande, si lo queremos llamar así. El sonido que yo pienso es más mediterráneo, más del sur. Esto quiere decir no muy grueso, más claro y brillante. Estaría de alguna manera más cerca del belcanto, del sonido de la ópera italiana. Tiene también una gran variedad de dinámicas y nos permite oír claramente las distintas voces, la polifonia."